# Global Cycling Network
Global-Cycling Network é um canal do YouTube sobre ciclismo, lançado em 2013 pela empresa de mídia SHIFT Active Media (agora gerida por uma companhia spin-off Play Sports Network). O canal é apresentado pelos ciclistas ex-profissionais Daniel Lloyd, Tom Last, o campeão da British National Road Race Mateus Stephens, o campeão sub-23 da British National Mountain Biking Simon Richardson, Jon Cannings, e a campeã da British Time Trial Emma Pooley. O canal é sediado em Bath, Somerset.